# أليكسي ليونوف
ألكسي أرخيبوفيتش ليونوف (الروسية: Алексе́й Архи́пович Лео́нов) هو رائد فضاء روسي سوفيتي، وجنرال في سلاح الجو، وكاتب، وفنان. انضم ليونوف إلى القوات الجوية السوفيتية في عام 1953، واختير للتدريب كرائد فضاء في عام 1959، وفي 18 مارس 1965 أصبح أول شخص يسبح في الفضاء حينما عمل كمساعد للطيار في رحلة «فوسخود 2» (Voskhod 2). كان ليونوف أيضاً قائد رحلة «سويوز 19» (Soyuz 19) التي كانت جزءًا من مشروع أبولو سويوز التجريبي (15 يوليو - 21 يوليو عام 1975). وكذلك قام بعدة بحوث علمية في مجال ارتياد الفضاء.

## النشأة
ولد ليونوف في 30 مايو من العام 1934، في قرية ليستفيانكا في الاتحاد السوفيتي، ومر بعدة انتقالات بسبب إجبار جده على الانتقال لدوره في الثورة الروسية عام 1905، وبسبب اعتقال والده، الذي انتهى بإطلاق سراحه وتعويضه، اعتمد ليونوف في تلك الفترة على الفن لإطعام عائلته، حيث كان يرسم الزهور على الأفران، ومن ثم بدأ يرسم على الكانفاس.

## التعليم
تقدم ألكسي بطلب التحاق إلى أكاديمية الفنون في ريغا، ولكنه قرر عدم الحضور بسبب ارتفاع الرسوم الدراسية، والتحق بعدها بمدرسة طيران أوكرانية في مدينة كريمنشوك، وقام بأول رحلة طيران فردية في مايو عام 1955، وفي هذه الأثناء كان مستمرا في شغفه بالرسم بدراسة الفن بدوام جزئي في ريغا، والتحق بعدها بدورة متقدمة مدتها سنتان ليصبح طيارا مقاتلا في مدرسة تشوغويف للطيارين في سلاح الجو العالي في جمهورية أوكرانيا الاشتراكية السوفيتية، في أكتوبر 1957 تخرج ليونوف بمرتبة الشرف وتم تكليفه برتبة ملازم في فوج المظليين الحادي عشر بعد المائة، وهو جزء من فرقة الطيران الهندسية العاشرة التابعة للجيش الجوي 69 في كييف.

## برنامج الفضاء السوفيتي
كان ليونوف واحدا من الطيارين العشرين في سلاح الجو السوفيتي الذين تم اختيارهم ليكونوا جزءًا من مجموعة تدريب رواد الفضاء الأولى في عام 1960، كما كان عضوًا في الحزب الشيوعي في الاتحاد السوفيتي، كان من المفترض أن تتم رحلته الأولى في الفضاء في مهمة Voskhod 1، ولكن تم إلغاء هذا الحدث، فكان الحدث التاريخي في رحلة Voskhod 2 بدلاً من ذلك، خرج ليونوف خارج المركبة الفضائية لمدة 12 دقيقة وتسع ثوان في 18 مارس 1965، وفي نهاية جولته انتفخت ملابسه الفضائية إلى الحد الذي لم يستطع معه العودة إلى الكوة، مما جعله يلجأ إلى فتح صمام للتخفيف من ضغط البدلة، وبالكاد استطاع أن يعود إلى المركبة، قضى أليكسي 18 شهرا في التدرب على هذه المهمة.

## روابط خارجية
- أليكسي ليونوف على موقع IMDb (الإنجليزية)
- أليكسي ليونوف على موقع الموسوعة البريطانية (الإنجليزية)
- أليكسي ليونوف على موقع مونزينجر (الألمانية)
- أليكسي ليونوف على موقع إن إن دي بي (الإنجليزية)
- أليكسي ليونوف على موقع ديسكوغز (الإنجليزية)
- أليكسي ليونوف على موقع قاعدة بيانات الفيلم (الإنجليزية)